# Buddy Giovinazzo
Buddy Giovinazzo, vero nome Carmine Giovinazzo (New York, 5 maggio 1957), è un regista, sceneggiatore e scrittore statunitense.
È noto soprattutto per l'indie Combat Shock (1986), descritto come un incrocio tra Eraserhead e Taxi Driver, e per il romanzo del 1993 Life is Hot in Cracktown, basato sulla sua esperienza nel Lower East Side, da cui ha anche tratto il film omonimo del 2009. Sia nel cinema che nella letteratura predilige raccontare con estrema crudezza vite disperate di personaggi marginali.

## Biografia
Di origini calabresi ma nato e cresciuto a Staten Island, ottiene un master in cinema al College of Staten Island, dove in seguito tornerà come insegnante.
Il suo primo lungometraggio, Combat Shock (1984), un low-budget estremamente crudo pensato come tesi di laurea (col titolo American Nightmares), viene in seguito distribuito dalla Troma. Tenta poi di realizzare il sequel di Maniac (regia di William Lustig, 1980), progetto che però si arena per la morte di Joe Spinell, protagonista del film, dopo che Giovinazzo è riuscito a girare solo un promo (Maniac 2: Mr. Robbie) destinato a raccogliere fondi per la produzione. Il suo successivo film da regista è il dramma Libertà vigilata (No Way Home, 1996). Mentre accompagna il film a Berlino per una proiezione, rimane colpito dalla città ("sembrava proprio il Lower East Side") tanto da trasferirsi lì nei primi anni duemila, anche a seguito nel non soddisfacente successo commerciale di Libertà vigilata e per realizzare il successivo lungometraggio, The Unscarred (2000). Comincia poi a lavorare come regista per numerose serie televisive tedesche.
Nel 1993 scrive il primo romanzo, Life Is Hot in Cracktown, da cui nel 2009 trae il lungometraggio omonimo. Seguono poi Poetry & Purgatory, Broken Street e Potsdamer Platz, quest'ultimo pubblicato anche in Italia nel 2013 col titolo La lunga notte di Berlino.

## Vita privata
È fratello del compositore Rick Giovinazzo e cugino dell'attore Carmine Giovinazzo.

## Filmografia

### Cinema
- The Lobotomy - cortometraggio (1980)
- A Christmas Album - cortometraggio (1981)
- Subconscious Realities - cortometraggio (1983)
- Combat Shock (1984)
- Maniac 2: Mr. Robbie - cortometraggio (1986)
- Jonathan of the Night - cortometraggio (1987)
- Libertà vigilata (No Way Home, 1996)
- The Unscarred (2000)
- Life Is Hot in Cracktown (2009)
- I Love You, episodio di The Theatre Bizarre (2011)
- A Night of Nightmares (2012)
- Invitation to Suicide, episodio del film One-Way Ticket to the Other Side (2024)

### Televisione
- Wilsberg – serie TV, 1x13-1x14 (2005)
- Polizeiruf 110 – serie TV, 32x01-35x10 (2003 - 2006)
- Il commissario Schumann (Der Kriminalist) – serie TV, 3x02-3x04-3x07 (2008 - 2009)
- Einsatz in Hamburg – serie TV, 1x12 (2009)
- Femme Fatales - Sesso e crimini (Femme Fatales) – serie TV, 2x03 (2012)
- Il commissario Heldt (Heldt) – serie TV, 1x03-1x05-1x06 (2013)
- Squadra speciale Lipsia (SOKO Leipzig) – serie TV, 7 episodi (2013 - 2014)
- Tatort – serie TV, 5 episodi (2003 - 2017)
- Jenny - Echt gerecht – serie TV, 4 episodi (2019)
- Lucie - Geheult wird nicht – serie TV, 1x02-1x03-1x05 (2020)
- Pandora – serie TV, 4 episodi (2020)

## Opere
- (EN) Buddy Giovinazzo, Life is Hot in Cracktown, Thunder's Mouth Press, 1993, ISBN 1-56025-054-2.
- (EN) Buddy Giovinazzo, Poetry & Purgatory, Thunder's Mouth Press, 1996, ISBN 1-56025-133-6.
- (EN) Buddy Giovinazzo, Broken Street, Maas, 2000, ISBN 3-929010-56-9.
- Buddy Giovinazzo, La lunga notte di Berlino, Meridiano Zero, 2013  [2004], ISBN 978-88-8237-275-0.